# カリケラ科
カリケラ科（カリケラか、Calyceraceae）はキク目に属する被子植物の科の一つ。アンデス山脈と南アメリカ南部の温帯に分布する草本からなる。
葉は互生。花は小型で、キク科やマツムシソウ科に似た頭状花序をつくる。5数性の虫媒花で、花冠は筒状、子房下位。果実は種子を1個含む痩果で、がくと花冠が宿存する。
本科はキク科の姉妹群である。クロンキスト体系では単独のカリケラ目としたが、キク科やキキョウ科に近縁とする考えも有力だった。

## 分類
4-6属に約60種が属する。花粉の形態からは2つのタイプに分けられる。
- Calycera type
  - Acicarpha - 5種
  - Calycera - 15種
- Gamocarpha type
  - Gamocarpha - 7種
  - Boopis - 18種 以下2属は本属のシノニムとすることもある[3]。
    - Moschopsis - 5種
    - Nastanthus - 6種